# Eberhard Brauer
Eberhard Brauer  (* 8. Februar 1875 in Leipzig; † 1. Mai 1958 in Großbothen) war ein deutscher Chemiker.

## Leben
Brauer, dessen Vater Markthelfer war, besuchte das Realgymnasium in Leipzig und war ein Schulfreund von Wolfgang und Walter Ostwald, den Söhnen von Wilhelm Ostwald, und erhielt so früh Zugang zum Haus der Ostwalds in Leipzig. Er sah Ostwald dort relativ selten, machte aber durch den Bau von Apparaten als Schüler auf sich aufmerksam (er wollte auch ursprünglich Ingenieur werden und es gab in seiner Familie einige Lokführer) und Ostwald besorgte ihm ein Stipendium für das Chemiestudium, das er 1895 begann.
Nach dem Studium war er zunächst in der Abteilung analytische Chemie bei Julius Eugen Wagner. Er promovierte 1901 bei Ostwald und wurde 1899 dessen Privatassistent an Ostwalds Institut für Physikalische und Theoretische Chemie. Die Dissertation (Über das elektrische Verhalten des Chroms bei der Auflösung in Säuren) war über das von Ostwald beobachtete periodische Verhalten von gelöstem metallischem Chrom, wobei Brauer das elektrische Verhalten mit einem Galvanometer untersuchte und zeigte, dass chemische und elektrische Erscheinungen gleichzeitig auftraten. Um 1900 war er auch in die Versuche von Ostwald eingebunden, Ammoniak aus seinen Elementen in Anwesenheit von erhitzten Eisendrahtbündeln zu erzeugen. Zunächst vielversprechend stieß das aber bald auf Schwierigkeiten und Ostwald zog sein Patent zurück (unter anderem war schon in handelsüblichem Eisen Stickstoff enthalten). Brauer war dann für die technische Seite der Entwicklung des Verfahrens zur Herstellung von Salpetersäure von Ostwald verantwortlich (Ostwald-Verfahren, Oxidation von Ammoniak mit Platinkatalysatoren). 1895 bis 1902 war er Assistent bei Ostwald in Leipzig, wurde aber schon 1901 von diesem nach Berlin geschickt für die industrielle Umsetzung des Verfahrens zur Ammoniakoxidation, zunächst in Niederlehme bei Königs Wusterhausen in einer aufgegebenen Pulverfabrik, Griesheim (Chemische Fabrik Griesheim-Elektron bei Frankfurt) und Gerthe bei Bochum (Großanlage auf der Zeche Lothringen ab 1906).
Ab 1905 wohnte er in Bochum und ab 1908 wurde in Gerthe regelmäßig Salpetersäure hergestellt. Ein Konkurrent (auch auf diesem Gebiet) war der für die BASF arbeitende Ostwald-Schüler Alwin Mittasch. Im Patentstreit unterlag die Seite von Ostwald, was Brauer später auch auf ihr mangelndes Geschick im Verfassen von Patenten hinwies. 1907 heiratete er die jüngste Tochter von Wilhelm Ostwald, Elisabeth (Elsbeth, 1884–1968), mit der er vier Kinder hatte.
Im Jahr 1909 gab er die Tätigkeit in Gerthe auf und gründete ein Ingenieurbüro in Leipzig für Salpetersäureproduktion und Katalyse. Im Ersten Weltkrieg war er mit Entwicklungsarbeiten an Flugzeugen (in Gotha und bei der Riesenflugzeugstaffel Döberitz) und der Einrichtung eines chemisch-analytischen Labors der Kriegsrohstoffabteilung in Konstantinopel befasst.
Von 1911 bis zum Ruhestand 1938 war er bei der Firma Schimmel in Miltitz bei Leipzig, die Duftstoffe, Aromen und Parfümbestandteile herstellte. Er leitete dort den Destillationsbetrieb und später das analytische Labor. Die Familie Brauer wohnte dort in einer Werkswohnung. Ab 1938 lebte die Familie in Großbothen auf dem Landsitz Energie der Ostwalds. Brauer war dank seines technischen Geschicks nun hauptsächlich mit Hausmeistertätigkeiten in den verschiedenen Villen des Ansitzes beschäftigt, war aber noch gelegentlich wissenschaftlich aktiv. So übersetzte er 1942 eine dänische Abhandlung von H. G. Koefoed über Benzinschwund bei Lagerung, besuchte die Tagungen der Kolloidgesellschaft und befasste sich mit dem dritten Hauptsatz der Thermodynamik von Walther Nernst.
Der Sohn Georg Brauer (1908–2001) war Professor für anorganische Chemie in Freiburg, Peter Sven Brauer (1911–1995) war Professor für theoretische Physik in Freiburg, Hellmut Brauer (1913–1940) war Ingenieurwissenschaftler und fiel im Zweiten Weltkrieg, die Tochter Margarete (Gretel, 1918–2008) war Ingenieurin für chemischen Apparatebau und später Archivarin und Fremdenführerin auf dem Landsitz der Ostwalds.